# کلاوزیوس (دهانه)
کلاوزیوس یک دهانه برخوردی در ماه‌ است.

## دهانه‌های اقماری
این دهانه ۱۰ دهانه اقماری دارد.
| Clausius | عرض جغرافیایی | طول جغرافیایی | قطر          |
| -------- | ------------- | ------------- | ------------ |
| A        | ۳۶.۳° S       | ۴۳.۹° W       | ۷.۰ کیلومتر  |
| C        | ۳۵.۴° S       | ۳۸.۹° W       | ۱۵.۰ کیلومتر |
| B        | ۳۶.۰° S       | ۴۰.۱° W       | ۲۳.۰ کیلومتر |
| E        | ۳۶.۴° S       | ۴۵.۵° W       | ۶.۰ کیلومتر  |
| BA       | ۳۵.۷° S       | ۴۰.۱° W       | ۱۷.۰ کیلومتر |
| G        | ۳۷.۱° S       | ۴۱.۰° W       | ۶.۰ کیلومتر  |
| F        | ۳۶.۵° S       | ۳۸.۱° W       | ۲۶.۰ کیلومتر |
| H        | ۳۷.۸° S       | ۳۹.۶° W       | ۷.۰ کیلومتر  |
| J        | ۳۷.۲° S       | ۴۲.۷° W       | ۴.۰ کیلومتر  |
| D        | ۳۸.۲° S       | ۴۴.۶° W       | ۱۸.۰ کیلومتر |